# Воздвижівська сільська територіальна громада
Воздвижівська сільська територіальна громада — територіальна громада в Україні, у Пологівському районі Запорізької області. Адміністративний центр — село Воздвижівка.
Площа громади — 246,07 км², населення — 2896 мешканців (2020).

## Історія
Громада утворена 11 квітня 2017 року шляхом об'єднання Верхньотерсянської, Воздвижівської та Долинської сільських рад Гуляйпільського району.
12 червня 2020 року, відповідно до розпорядження Кабінету Міністрів України № 713-р «Про визначення адміністративних центрів та затвердження територій територіальних громад Запорізької області», до складу громади увійшла Добропільська сільська рада.
19 липня 2020 року, в результаті адміністративно-територіальної реформи та ліквідації Гуляйпільського району, громада увійшла до складу Пологівського району.

## Населені пункти
До складу громади входять 13 сіл: Варварівка, Верхня Терса, Воздвижівка, Гірке, Добропілля, Долинка, Копані, Криничне, Нове Запоріжжя, Оленокостянтинівка, Прилуки, Рівне та Цвіткове.